# Liga Europea de hockey sobre patines
La Copa de Europa de Hockey sobre patines, también conocida como "Liga Europea " (en inglés "European League") es la máxima competición europea entre clubs de hockey sobre patines. Fue creada en 1965, y enfrenta cada temporada a los mejores clubs europeos de la especialidad, en su mayoría españoles, italianos y portugueses. Está organizada por el CERH (Comité Européen de Rink-Hockey), el máximo organismo del hockey patines europeo, con sede central en Lisboa (Portugal). En 1997 cambia su nombre a Liga de Campeones, para en el año 2005 tomar su actual denominación. El campeón clasifica a la Copa Intercontinental de hockey sobre patines contra el mejor equipo de América del Sur, aquel que gane el Campeonato Sudamericano de clubes de Hockey sobre Patines.
El club más laureado de la competición es el FC Barcelona, que ha conseguido 22 títulos.
El actual campeón de la competición es el OC Barcelos.

## Historial
| Edición   | Sede Final                                     | Campeón                                     | Finalista                                   | Resultado                                   |
| --------- | ---------------------------------------------- | ------------------------------------------- | ------------------------------------------- | ------------------------------------------- |
| 1965/1966 | San Hipólito de Voltregá (ESP) Monza (ITA)     | CP Voltregà                                 | HC Monza                                    | 3-1 6-2                                     |
| 1966/1967 | Monza (ITA) Reus (ESP)                         | Reus Deportiu                               | HC Monza                                    | 3-3 6-3                                     |
| 1967/1968 | Trieste (ITA) Reus (ESP)                       | Reus Deportiu                               | US Triestina Hockey                         | 2-0,6-2                                     |
| 1968/1969 | Reus (ESP) Lisboa (POR)                        | Reus Deportiu                               | SL Benfica                                  | 7-1,0-3                                     |
| 1969/1970 | Reus (ESP) S. Hipolit Voltregá (ESP)           | Reus Deportiu                               | CP Voltregá                                 | 12-5,6-8                                    |
| 1970/1971 | Novara (ITA) Reus (ESP)                        | Reus Deportiu                               | Hockey Novara                               | 7-7,9-4                                     |
| 1971/1972 | Novara (ITA) Reus (ESP)                        | Reus Deportiu                               | Hockey Novara                               | 2-10,11-0                                   |
| 1972/1973 | Barcelona (ESP) Lisboa (POR)                   | FC Barcelona                                | SL Benfica                                  | 5-3,7-7                                     |
| 1973/1974 | Barcelona (ESP) Estoril (POR)                  | FC Barcelona                                | GD Lourenço Marques                         | 8-5,4-5                                     |
| 1974/1975 | San Hipólito de Voltregá (ESP) Barcelona (ESP) | CP Voltregà                                 | FC Barcelona                                | 5-5,6-4                                     |
| 1975/1976 | Barcelona (ESP) San Hipólito de Voltregá (ESP) | CP Voltregà                                 | FC Barcelona                                | 2-2,3-1                                     |
| 1976/1977 | Lisboa (POR) Villanueva y Geltrú (ESP)         | Sporting CP                                 | CP Vilanova                                 | 6-0,6-3                                     |
| 1977/1978 | Barcelona (ESP) Bruselas (BEL)                 | FC Barcelona                                | Royal Sunday's                              | 8-3,5-1                                     |
| 1978/1979 | Barcelona (ESP) Reus (ESP)                     | FC Barcelona                                | Reus Deportiu                               | 6-2,1-3                                     |
| 1979/1980 | Barcelona (ESP) Lisboa (POR)                   | FC Barcelona                                | SL Benfica                                  | 5-2,6-3                                     |
| 1980/1981 | Barcelona (ESP) Giovinazzo (ITA)               | FC Barcelona                                | AFP Giovinazzo                              | 6-1,6-2                                     |
| 1981/1982 | Barcelona (ESP) Lodi (ITA)                     | FC Barcelona                                | Amatori Lodi                                | 4-1,6-4                                     |
| 1982/1983 | Senmanat (ESP) Barcelona (ESP)                 | FC Barcelona                                | HC Sentmenat                                | 9-1,14-6                                    |
| 1983/1984 | Barcelona (ESP) La Coruña (ESP)                | FC Barcelona                                | HC Liceo                                    | 6-2,2-3                                     |
| 1984/1985 | Oporto (POR) Barcelona (ESP)                   | FC Barcelona                                | FC Porto                                    | 4-5,6-4                                     |
| 1985/1986 | Oporto (POR) Novara (ITA)                      | FC Porto                                    | Hockey Novara                               | 5-3,7-5                                     |
| 1986/1987 | Oporto (POR) La Coruña (ESP)                   | HC Liceo                                    | FC Porto                                    | 4-2,4-3                                     |
| 1987/1988 | Novara (ITA) La Coruña (ESP)                   | HC Liceo                                    | Hockey Novara                               | 1-2,4-1                                     |
| 1988/1989 | Lisboa (POR) San Sadurní de Noya (ESP)         | CE Noia                                     | Sporting CP                                 | 7-4,3-1                                     |
| 1989/1990 | Oporto (POR) San Sadurní de Noya (ESP)         | FC Porto                                    | CE Noia                                     | 6-0,5-2                                     |
| 1990/1991 | Barcelos (POR) Monza (ITA)                     | OC Barcelos                                 | Roller Monza                                | 4-4,3-3 penaltis                            |
| 1991/1992 | Seregno (ITA) La Coruña (ESP)                  | HC Liceo                                    | HC Seregno                                  | 7-6,2-2                                     |
| 1992/1993 | Igualada (ESP) Lisboa (POR)                    | Igualada HC                                 | SL Benfica                                  | 4-1,8-3                                     |
| 1993/1994 | Barcelos (POR) Igualada (ESP)                  | Igualada HC                                 | OC Barcelos                                 | 7-4,2-3                                     |
| 1994/1995 | Lisboa (POR) Igualada (ESP)                    | Igualada HC                                 | SL Benfica                                  | 3-4,3-1                                     |
| 1995/1996 | Igualada (ESP) Barcelona (ESP)                 | Igualada HC                                 | FC Barcelona                                | 0-0,2-2 penaltis (2-1)                      |
| 1996/1997 | Barcelona (ESP)                                | FC Barcelona                                | FC Porto                                    | 4-3                                         |
| 1997/1998 | Vercelli (ITA)                                 | Igualada HC                                 | Amatori Vercelli                            | 8-1                                         |
| 1998/1999 | Igualada (ESP)                                 | Igualada HC                                 | FC Porto                                    | 6-5                                         |
| 1999/2000 | Oporto (POR)                                   | FC Barcelona                                | FC Porto                                    | 3-2                                         |
| 2000/2001 | Sevilla (ESP)                                  | FC Barcelona                                | HC Liceo                                    | 4-2                                         |
| 2001/2002 | Guimaraes (POR)                                | FC Barcelona                                | OC Barcelos                                 | 2-1                                         |
| 2002/2003 | La Coruña (ESP)                                | HC Liceo                                    | Igualada HC                                 | 4-3                                         |
| 2003/2004 | Viareggio (ITA)                                | FC Barcelona                                | FC Porto                                    | 3-0                                         |
| 2004/2005 | Reus (ESP)                                     | FC Barcelona                                | FC Porto                                    | 3-2                                         |
| 2005/2006 | Torres Novas (POR)                             | Follonica Hockey                            | FC Porto                                    | Liga                                        |
| 2006/2007 | Bassano del Grappa (ITA)                       | FC Barcelona                                | Hockey Bassano                              | 5-2                                         |
| 2007/2008 | Barcelona (ESP)                                | FC Barcelona                                | Reus Deportiu                               | 5-2                                         |
| 2008/2009 | Bassano del Grappa (ITA)                       | Reus Deportiu                               | CP Vic                                      | 4-3                                         |
| 2009/2010 | Valdagno (ITA)                                 | FC Barcelona                                | CP Vic                                      | 4-1                                         |
| 2010/2011 | Andorra la Vieja (AND)                         | HC Liceo                                    | Reus Deportiu                               | 7-4                                         |
| 2011/2012 | Lodi (ITA)                                     | HC Liceo                                    | FC Barcelona                                | 4-2                                         |
| 2012/2013 | Oporto (POR)                                   | SL Benfica                                  | FC Porto                                    | 6-5 prórroga                                |
| 2013/2014 | Barcelona (ESP)                                | FC Barcelona                                | FC Porto                                    | 3-1                                         |
| 2014/2015 | Bassano del Grappa (ITA)                       | FC Barcelona                                | CP Vic                                      | 4-3                                         |
| 2015/2016 | Lisboa (POR)                                   | SL Benfica                                  | UD Oliveirense                              | 5-3                                         |
| 2016/2017 | Lérida (ESP)                                   | Reus Deportiu                               | UD Oliveirense                              | 4-1                                         |
| 2017/2018 | Oporto (POR)                                   | FC Barcelona                                | FC Porto                                    | 4-2                                         |
| 2018/2019 | Lisboa (POR)                                   | Sporting CP                                 | FC Porto                                    | 5-2                                         |
| 2019/2020 | Cancelada debido a la pandemia de COVID-19.    | Cancelada debido a la pandemia de COVID-19. | Cancelada debido a la pandemia de COVID-19. | Cancelada debido a la pandemia de COVID-19. |
| 2020/2021 | Luso (POR)                                     | Sporting CP                                 | FC Porto                                    | 4-3                                         |
| 2021/2022 | Torres Novas (POR)                             | GSH Trissino                                | AD Valongo                                  | 4–4 (3–1 penaltis)                          |
| 2022/2023 | Viana do Castelo (POR)                         | FC Porto                                    | AD Valongo                                  | 5-1                                         |
| 2023/2024 | Luso (POR)                                     | Sporting CP                                 | UD Oliveirense                              | 2-1                                         |
| 2024/2025 | Matosinhos (POR)                               | OC Barcelos                                 | FC Porto                                    | 1–1 (2–0 penaltis)                          |

### Títulos por equipos
| Club             | Títulos | Años |
| ---------------- | ------- | --- |
| FC Barcelona     | 22      | 1972-1973, 1973-1974, 1977-1978, 1978-1979, 1979-1980, 1980-1981, 1981-1982, 1982-1983, 1983-1984, 1984-1985, 1996-1997, 1999-2000, 2000-2001, 2001-2002, 2003-2004, 2004-2005, 2006-2007, 2007-2008, 2009-2010, 2013-2014, 2014-2015, 2017-2018 |
| Reus Deportiu    | 8       | 1966-1967, 1967-1968, 1968-1969, 1969-1970, 1970-1971, 1971-1972, 2008-2009, 2016-2017 |
| HC Liceo         | 6       | 1986-1987, 1987-1988, 1991-1992, 2002-2003, 2010-2011, 2011-2012 |
| Igualada HC      | 6       | 1992-1993, 1993-1994, 1994-1995, 1995-1996, 1997-1998, 1998-1999 |
| Sporting CP      | 4       | 1976-1977, 2018-2019, 2020-2021, 2023-2024 |
| CP Voltregà      | 3       | 1965-1966, 1974-1975, 1975-1976 |
| FC Porto         | 3       | 1985-1986, 1989-1990, 2022-2023 |
| SL Benfica       | 2       | 2012-2013, 2015-2016 |
| OC Barcelos      | 2       | 1990-1991, 2024-2025 |
| CE Noia          | 1       | 1988-1989 |
| Follonica Hockey | 1       | 2005-2006 |
| GSH Trissino     | 1       | 2021-2022 |

### Títulos por país
| País     | Títulos | Subcampeonatos | Clubes campeones                                                                                   |
| -------- | ------- | -------------- | -------------------------------------------------------------------------------------------------- |
| España   | 46      | 17             | FC Barcelona (22), Reus Deportiu (8), HC Liceo (6), Igualada HC (6), CP Voltregà (3) y CE Noia (1) |
| Portugal | 11      | 28             | Sporting CP (4), FC Porto (3), SL Benfica (2) y OC Barcelos (2)                                    |
| Italia   | 2       | 13             | Follonica Hockey (1) y GSH Trissino (1)                                                            |
| Bélgica  | -       | 1              | |